# グーパス
グーパス(goopas)とは鉄道の自動改札機通過時に、あらかじめ設定した携帯電話のメールアドレスへ、駅周辺の情報や指定した情報などをメールとして送信するサービスの一つである。
小田急と関西の私鉄で実施されてきたが、2008年終了した。一方、学生や障害者とその保護者向けのサービスは引き続き利用することができる。
当サービスはオムロン株式会社が開発し、「goopas」は同社の登録商標である。

## 採用鉄道会社
それぞれ一部の線区及び改札口をのぞく
- 関東
  - 小田急電鉄（ただしPASMO定期券を持っている人は入会できない）
- 関西
  - 阪急電鉄
  - 能勢電鉄（ケーブル線を除く）
  - 阪神電車
  - 京阪電車 （大津線・ケーブル線を除く）
  - 大阪市高速電気軌道
  - 北大阪急行
  - 大阪モノレール
  - 南海電鉄（上古沢・紀伊細川・紀伊神谷・極楽橋駅を除く）
  - 泉北高速鉄道
  - 神戸高速鉄道
  - 神戸新交通（ポートライナー・六甲ライナー）
  - 山陽電車

## あんしんグーパス
学生や障害者とその保護者を対象に、改札機を通ると指定したメールアドレスにメールを送信するシステム。1ヶ月に税抜500円（小田急）、税抜300円（関西）でサービスを受けることができる。「小田急あんしんグーパスIC」・「あんしんグーパス」共に、グーパスの終了後も引き続きサービスが提供される。同様の有料サービスとして、福岡市交通局が行う「みまもりタッチ」も開始されているが、こちらは「FeliCaポケット」を利用するためシステムが若干異なる。

## メール取得方法
- 関東での方法
定期券を改札に通すことで入・出場時に受け取れる。
- 関西での方法
PiTaPaカードを改札に接触させることで入・出場時に受け取れる。但し、JR西日本と南海が改札を共有しているりんくうタウン駅と三国ヶ丘駅、近鉄と共用している柏原駅においてJRの各駅から入場したデータがある場合はメールは配信されず、三国ヶ丘駅で南海→JRに乗り換えた場合は入場したものとして扱われる。また、鶴橋駅にあるJRとの乗り換え改札や生駒駅の中間改札では、情報を受け取ることはできない。
（出場時はエリア情報が配信される場合がある）

## 歴史
- 2001年7月26日 オムロンがサービス開始を発表[1]
- 2001年9月29日 東急東横線にてモニターサービス開始
- *（東横線ではモニターのみ実施で、本格サービスは行っていない）
- 2003年2月17日 小田急電鉄でのサービス開始[2]。
- 2003年4月7日 小田急グーパスの会員数が1万人を突破
- 2004年8月1日 阪急電鉄・能勢電鉄でのサービス開始
- 2004年10月1日 京阪電車でのサービス開始
- 2006年3月?4月 小田急グーパス、いきものがかりとタイアップでキャンペーン実施
- 2006年5月12日 あんしんグーパス（PiTaPaエリア）が利用者1,000人を突破
- 2006年7月1日 PiTaPaグーパスエリアが拡大
- 2008年3月31日 小田急グーパスを終了（小田急あんしんグーパスICは継続）
- 2008年7月31日 PiTaPaグーパスを終了（あんしんグーパス（PiTaPaエリア）は継続）
- 2008年9月1日 あんしんグーパス（PiTaPaエリア）をアイテック阪急阪神株式会社が事業継承　同時期に対象者を高校生にも拡大した。
- 2022年3月31日 小田急あんしんグーパスを終了。新型コロナウイルス感染症の影響により、会員減少が著しく、今後回復の見通しも立たないことが理由。